# Studenterrådet ved Aarhus Universitet
Studenterrådet ved Aarhus Universitet (fork.: SR/AU) er en studenterorganisation på Aarhus Universitet, der blev stiftet i 1932. Det har til formål at arbejde for de studerendes vilkår på Aarhus Universitet og på landsplan igennem Danske Studerendes Fællesråd. Studenterrådet er en politisk aktør, der i 2024 repræsenterer 31.894 studerende.
På Aarhus Universitet er Studenterrådet repræsenteret i både fagråd og studienævn samt Akademisk Råd og universitetsbestyrelsen.

## Kendte tidligere medlemmer
- Finn Olav Gundelach, tidl. dansk diplomat, formand for Studenterrådet 1946-1947
- Bertel Haarder, tidl. dansk minister, chefdirigent i Studenterrådet
- Svend Auken, tidl. formand for Socialdemokratiet samt minister, medlem af Studenterrådets Styrelse
- Christian Oldenburg, tidl. dansk diplomat, næstformand for Studenterrådet
- Lars Engberg, tidl. overborgmester i København, formand for Studenterrådet[3]
- Drude Dahlerup, professor i statskundskab ved Stockholms Universitet, næstformand for Studenterrådet[4]
- Vibeke Sperling, dansk journalist, International Sekretær i Studenterrådet[5]
- Ivar Gjørup, dansk tegner, Studiesekretær i Studenterrådet[6]
- Jens-Peter Bonde, tidl europaparlamentsmedlem, Næstformand for Studenterrådet[7]
- Svenning Dalgaard, dansk journalist, Medlem af præsidiet for Studenterrådet i 1968-1969 og medstifter af Moderate Studenter i 1968 [8]

## Organisation

### Nuværende ledelse[9]

#### Forpersonskabet
- Forperson: Daniel Kristoffer Søllingvraa Hjort, stud.scient. (matematik)
- Næstforperson: Ditte Tibert Stoltze, stud.scient. (geovidenskab)

#### Forretningsudvalgets almene medlemmer
- Cornelius Gosvig, stud.scient.pol. (statskundskab)
- Laura Rosenstedt Knudsen, stud.san.publ. (folkesundhedsvidenskab)
- Sarah Marie Mogensen, stud.mag. (medievidenskab)
- Julie Olesen, stud.scient.pol. (statskundskab)
- Marcus Høgsbro Ottosen, stud.oecon. (økonomi)

#### Dirigentinstitution[10]
- Chefdirigent: Bálint Márk Sosovicska, stud.cand.mag. (klassisk filologi)
- Førstedirigent: Lærke Engdal Nielsen, stud.scient.pol. (statskundskab)
- Andendirigent: Ricardt Riis, stud.scient. (matematik)

### Fællesrådet

#### Mandatbærende fagråd og fagudvalg
- Artsrådet (Alle uddannelser på fakultetet, Arts)
- BFU - Biologisk Fagudvalg (Biologi)
- IGOR - Instituttet for Geoscience Organiserede Repræsentanter (Geovidenskab)
- Jurarådet (Sammenslutning af to fagråd på jurauddannelserne)
- MR - Medicinerrådet (Medicin/Lægevidenskab)
- Molekylærbiologisk Cellskab (Molekylærbiologi og Molekylær Medicin)
- Oeconrådet (BSc.oecon.-, cand.oecon.-, BA soc.- og cand.soc.-studerende ved Institut for Økonomi)
- Psykrådet (Psykologi)
- RIA - Rådet for Ingeniørstuderende Aarhus (Alle ingenøruddannelser)
- Fagrådet Sigma (Matematik, Matematik-Økonomi, Fysik, Datalogi, Datavidenskab, IT-Produktudvikling, Kemi og Medicinalkemi)
- SJUS - Sammenslutningen af Jordbrugsvidenskabsstuderende under Science and Technology (Agrobiologi)
- Statsrådet (Statskundskab og Samfundsfag)